# Stephanie Venditto
Stephanie Venditto (Rhode Island, 30 novembre 1965) è un'attrice statunitense di origine irlandese.

## Carriera
Fra i suoi lavori più conosciuti vi è la partecipazione al film Piacere Dave di Brian Robbins (2008), dove si è calata nella parte del tecnico.
Ha interpretato il ruolo della dottoressa Lisa Harris in 7 episodi della serie televisiva Senza traccia (2003-2006).
Nel 2008 ha lavorato insieme a Seth Gordon per la realizzazione del film Tutti insieme inevitabilmente, recitando nel ruolo di Angel. 
Ha inoltre recitato nel ruolo della capo-infermiera Brenda Previn nella serie Dr. House - Medical Division.
Nel 2009 è stata protagonista (Dorothy Sue Groenwald) a teatro per John Ruocco e Liz Tuccilo in CEDAR CITY FALLS, una divertente serie teatrale; nel 2010 ha prestato la voce per alcune note pubblicità statunitensi.

## Filmografia

### Cinema
- L'amante in città (The Daytrippers), regia di Greg Mottola (1996)
- Piacere Dave (Meet Dave), regia di Brian Robbins (2008)
- Tutti insieme inevitabilmente (Four Christmases), regia di Seth Gordon (2008)

### Televisione
- Chicago Hope - serie TV, 1 episodio (1998)
- Sex and the City – serie TV, episodio 1x03 (1998)
- Susan - serie TV, 2 episodi (1998-2000)
- New York Police Department - serie TV, 1 episodio (2003)
- E.R. - Medici in prima linea (ER) - serie TV, 1 episodio (2003)
- Giudice Amy (Judging Amy) - serie TV, 1 episodio (2003)
- Squadra Med - Il coraggio delle donne (Strong Medicine) - serie TV, 1 episodio (2004)
- Settimo cielo (7th Heaven) - serie TV, 1 episodio (2004)
- Boston Legal - serie TV, 2 episodi (2005)
- Huff - serie TV, 2 episodi (2006)
- Senza traccia (Without a Trace) - serie TV, 7 episodi (2003-2006)
- Dr. House - Medical Division (House, M.D.) - serie TV, 11 episodi (2005-2006)
- NCIS - Unità anticrimine (NCIS) - serie TV, 1 episodio (2007)
- Criminal Minds - serie TV, 2 episodi (2007)
- Cold Case - Delitti irrisolti (Cold Case) - serie TV, 1 episodio (2008)

## Doppiatrici italiane
Nelle versioni in italiano delle opere in cui ha recitato, Stephanie Venditto è stata doppiata da:
- Laura Boccanera in Senza traccia (ep. 4x12), NCIS - Unità anticrimine, Criminal Minds
- Valeria Perilli in Senza traccia (ep. 2x04)
- Alessandra Grado in Dr. House - Medical Division
- Alessandra Korompay in Cold Case - Delitti irrisolti